# Jakub Momro
Jakub Momro (ur. 1979) – polski literaturoznawca, filozof, dr hab. nauk humanistycznych, adiunkt Katedry Antropologii Literatury i Badań Kulturowych Wydziału Polonistyki Uniwersytetu Jagiellońskiego.

## Życiorys
29 września 2008  obronił pracę doktorską Milczenie i nieobecność. Figury podmiotowości w twórczości Samuela Becketta, 16 listopada 2016 habilitował się na podstawie pracy zatytułowanej Widmontologie nowoczesności. Genezy. Został zatrudniony na stanowisku adiunkta w Katedrze Antropologii Literatury i Badań Kulturowych na Wydziale Polonistyki Uniwersytetu Jagiellońskiego.

## Nagrody
- Laureat nagrody naukowej tygodnika „Polityka”[1]
- Laureat nagrody miesięcznika „Literatura na Świecie[1]